# Kombabus
Dieser Artikel basiert auf einem gemeinfreien Text aus Meyers Konversations-Lexikon, 4. Auflage von 1888 bis 1890.
Kombabus (Κομβάβος) war eine Gestalt der altorientalischen Mythologie. Gemäß dem von Lukians in „De Dea Syria“ erzählten Mythos der Erbauer des Tempels der Atargatis in Hierapolis Bambyke. Er sei ein Syrer gewesen, der von König Antiochos Soter zur Begleitung seiner Ehefrau auf ihren Reisen bestimmt wurde. Der Erzählung nach kastrierte sich Kombabus vor Antritt dieser Reisen und übergab dem König zum Nachweis des vorgenommenen Eingriffs die entsprechenden Körperteile in einem verschlossenen Behälter. Als er später beschuldigt wurde, sich mit der Königin sexuell eingelassen zu haben, und bereits zum Tod verurteilt war, rettete ihn die Öffnung dieses Kästchens. Kombabos habe die Selbstkastration und die Frauenkleider der Kastraten (gálloi) eingeführt. Lukian vergleicht die Motivik mit dem Mythos von Phaidra und Hippolytos. Christoph Martin Wieland behandelte die Sage in der Erzählung Kombabus und erwähnt Kombabus auch in Die Abderiten. In der Vergangenheit galten daher auch kombabusieren oder kombabisieren als Synonyme für eine Kastration.